# Chester (Nova Escócia)
City é um município distrital localizado na província da Nova Escócia, no leste do Canadá.  Sua população é de 10,310 habitantes.